# 소녀전선 (애니메이션)
소녀전선(중국어: 少女前线)은 게임 소녀전선을 원작으로 한다.